# 전국교직원노동조합 명단공개 사건
전교조 명단공개 사건은 교육과학기술부가 2008년 9월 15일, 같은 해 12월부터 시행되는 학교 정보공시제의 공시항목에 ‘교원단체 및 교원노조 가입교사수’를 포함시키기로 결정한 이후, 조전혁의원이 교육과학기술부를 상대로 교원노조가입교사 현황자료를 요청하면서 촉발된 일련의 사건을 말한다. 이 과정에서 교원노조소속교사들의 사생활의 비밀과 자유, 결사의자유와 국민의 알권리, 학생의 학습권, 부모의 교육권이라는 기본권의 충돌문제가 대두되었다. 또한, 사건의 전개과정에서 조전혁의원이 법원을 상대로 헌법재판소에 국회의원의 권한침해를 이유로 권한쟁의심판을 청구하면서, 국가기관간의 권한충돌문제 역시 대두되었다.

## 사건의 전개
- 교육과학기술부가 2008년 9월 15일, 같은 해 12월부터 시행되는 학교 정보공시제의 공시항목에 '교원단체 및 교원노조 가입교사수'를 포함시키기로 결정하였다.[2]
- 이에 조전혁 의원은 변경된 교육정보공개법 시행령에 따라 수집된 전교조 가입 교사 명단을 자신에게 제출할 것을 교육과학기술부에 요구했다.
- 조전혁 의원이 전교조 가입 교사 명단을 제출할 것을 요구하자 교육과학기술부는 2010년 3월 12일 전교조 가입 교사의 명단을 국회의원에게 제출하는 것이 적법한지의 여부를 법제처에 문의하였고 법제처는 '교원의 교원단체, 노동조합 가입자료는 기본적 인권을 침해할 우려가 있는 개인정보에 해당하지 않는다'는 해석을 하였다.
- 교육과학기술부는 법제처의 해석을 근거로 빠른 시일 내에 전교조 가입 교사의 명단을 국회의원에게 제출하기로 결정하였다.[3]
- 법제처의 유권해석이 있은날 조전혁 의원은 전교조 가입 교사 명단을 교육과학기술부로부터 받는대로 이를 인터넷에 공개하겠다고 밝혔다.
- 조전혁의원이 전교조 가입 교사의 명단을 인터넷에 공개하겠다고 밝히자 전교조는 3월 22일 안병만 교육과학기술부 장관과 이귀남 법무부 장관을 상대로 전교조 가입 교사 명단 수집 및 제출 금지 가처분 신청을 서울중앙지방법원에 냈지만 법원은 이유 없다며 4일후에 가처분 신청을 기각하였 다.[4]
- 교육과학기술부는 법원이 전교조가 법원에 낸 전교조 가입 교사 명단 수집 및 제출 금지 가처분 신청을 기각하자 3월 26일 오후에 조전혁 의원에게 명단을 제출하였다.
- 교육과학기술부로부터 명단을 받은 조전혁 의원은 늦어도 4월 10일 까지는 인터넷에 명단을 공개할 것이라고 말하였다.
- 전교조는 조전혁 의원이 명단 공개 예정일을 구체적으로 언급하자 소속 교사 16명과 함께 서울남부지방법원에 명단 공개 금지 가처분 신청을 하였다.
- 4월 15일 법원은 "각급학교 교원의 교원단체 및 교원노조 가입 현황과 관련한 실명자료를 인터넷 등에 공시하거나 언론 등에 공개해서는 안 된다"고 결정하였다.[5]
- 법원의 공개금지 결정이 있었지만 4월 19일 조전혁 의원은 전교조에 소속된 교원의 명단을 자신의 인터넷 홈페이지에 공개하였다.[6]
- 전교조는 법원의 공개금지 가처분 명령을 어기고 인터넷상에 전교조 소속 교사 명단을 공개한 조전혁 의원에 대응하여 법원에 재차 명단 공개금지 가처분 신청을 하였고 법원은 이를 받아들였다. 또한 조전혁 의원이 법원의 명령을 어기고 계속하여 명단을 공개할 경우 하루에 3천만원의 이행강제금을 전교조에 지급해야한다고 판결하였다.[7]
- 법원의 판결이 있었지만 조전혁 의원이 명단을 삭제하지 않자 4월 28일 조전혁의원과 동아일보를 상대로 손해배상 소송을 제기하였다.[8]
- 6월 21일 조전혁 의원은 명단 공개 금지 가처분 신청을 받아들인 서울남부지방법원에 이의신청을 하지만 법원은 이의신청을 기각하였다.
- 7월 29일 헌법재판소는 4월 23일 조전혁 의원이 서울남부지방법원을 상대로 제기한 권한쟁의 사건에서 전교조의 명단 공개 금지 가처분신청을 받아들인 법원의 결정은 국회의원의 권한을 침해할 가능성이 없다며 각하하였다.

## 법원의 결정

### <공개금지가처분>
(서울중앙지법 2010.3.26.자 2010카합789 결정)

#### 신청인측 주장
- 명단공개는 관계 법령에 어긋나며, 교원들의 정치적 성향이 드러나 불이익이 예상된다.
- 실명 자료의 수집은 금지되어야 하고, 조전혁 국회의원에게 제출되는 것 또한 금지되어야 한다.

#### 피신청인측 주장
- 전국 시ㆍ도교육청에 `각급학교 교원의 교원단체 및 교원노조 가입현황'을 파악해 보고하도록 지시한 것은 `교원노조 가입교사 명단을 국회의원에게 제출하는 것은 적법하다'는 법제처의 유권해석에 따른 것이다.
- 국회의원의 자료 요청을 거부할 법적 근거와 이유가 존재하지 않는다.

#### 법원의 판단
- 실명이 포함된 전교조 가입 현황 등을 수집하는 것이 관계법령에 어긋나는 것인지

교육과학기술부 장관이 각 학교장이 교직원의 단체 및 노조 가입 현황을 제대로 파악ㆍ공시하는지를 감독하려면 가입자의 실명 자료를 수집하고 확인하는 절차가 수반될 수밖에 없다.
- 명단공개로 교원들의 정치적 성향이 드러나는 것이 교원들에게 불이익 한 것인지

전교조는 근로조건의 유지ㆍ개선 등을 목적으로 활동하는 근로자 단체라는 점에서 여타 노조와 다르지 않고 일체의 정치활동이 금지돼 가입했다는 것만으로 개인의 정치적 성향이 식별되거나 특정인의 사상ㆍ신조와 직결된다고 보기 어렵다.
- 국희의원의 자료 요청을 거부할 사유가 있는지

국정감사 및 조사에 관한 법률 등에 따르면 군사나 외교 등 국가 기밀에 해당하는 경우가 아니면 교과부 장관은 국회 교육과학기술위원회의 정보제출 요구에 응해야 한다.
- 결  정

신청인들의 가처분 신청을 기각한다.

### <공개금지가처분>
(서울남부지법 2010.4.15.자 2010카합211 결정)

#### 신청인측 주장
- 이 사건 정보를 공개하는 것은 본인들의 기본권인 사생활의 비밀과 자유 및 단결권 등과 노조의 단결권을 침해하는 것이므로 금지되어야 한다.

#### 피신청인측 주장
- 국민의 알권리, 학생의 학습권 또는 학부모의 교육권이 충분히 보장되어야 한다는 측면에서 이 사건 정보의 공개가 허용되어야 하고, 신청인들에게는 이 사건 정보의 공개를 금지할 권리가 없다.

#### 법원의 판단
- 이 사건 명단이 개인정보인지 여부

노동조합의 가입 및 탈퇴가 전적으로 당해 교원의 자유로운 의사에 맡겨져 있고 그로 인하여 당해 교원이 어떠한 불이익도 받지 않는 점, 노조활동은 업무에 지장을 주지 않는 범위 내에서만 이루어진다는 점에서 기본적으로 당해 교원의 ‘업무 외적인 영역’에 있는 개인정보이다.
- 국민의 알권리, 학생·학부모의 학습권과의 충돌 문제

교원의 공적인 지위를 감안하더라도 그들이 노동조합에 가입하였는지 여부는 일반적인 개인정보보다 높은 수준으로 보호  될 필요가 있는 민감한 정보라 할 수 있고, 교원이 노동조합에 가입하였는지 여부 또는 가입단체가 무엇인지가 당해 교원의 직무능력이나 적합성을 판단하는 자료라 보기 어려운  점에 비추어 국민의 알권리, 학생․학부모의 학습권이 이 사건 정보의 공개로 인하여 침해될 교사들의 권리보다 우월한 가치를 갖는다고 볼 수 없다.
- 명단공개가 교원들의 권리를 침해하는 행위인가

공개요구권자의 범위(일반국민, 학생, 학부모 등), 공개될 정보의 범위, 공개의 방법 등에 대한 합리적인 기준을 정하지 않고, 누구에게나 이 사건 정보 전부를 공개한다거나, 개별적 학생이나 학부모의 학습권이  나 교육권과 직접적 관련이 없는 모든 교원들의 노동조합 가입 여부 및 가입단체와 그 실명에 대한 정보를 전부 공개하는 것은 교원 및 그들이 속한 노조의 위 각 권리를 부당하게 침해할 개연성이 매우 크다.
- 가처분을 해야할 만큼 긴급한 사항인가(보전의 필요성)

보전의 필요성은 가처분을 인용하지 않으면 회복할 수 없거나 회복하기 어려운 손해가 발생할 것이 예상되면 인정된다. 법원은 인터넷이라는 매체 등 여러 가지 사정을 참작하여 이 사건 정보를 인터넷에 공시하거나 공개하는 경우 교원들로서는 회복하기 어려운 손해를 입을 것임이 예상되므로 보전의 필요성도 인정된다고 판단하였다.
- 결  정

신청인의 가처분 신청을 인용하여 이 사건 정보를 인터넷 등에 공시하거나 언론기관 등에 공개하는 것은 허용되지 않는다.

### <간접강제>
(서울남부지법 2010.4.27.자 2010타기1011)
- 간접강제란 채무자에 대해 불이익을 예고하거나 부과해 심리적 압박을 가함으로써 채무를 이행하게 하는 방법을 말한다. 법원은 교원들과 노조 측의 신청을 받아들여 조전혁 의원 측에게 `각급학교 교원의 교원단체 및 교원노조 가입현황'을 인터넷에 공시하거나 언론에게 공개해서는 안되며, 이 의무를 위반할 경우 의무위반이 있는 날마다 1일 3천만원을 지급하라고 결정하였다.

### <국회의원과법원간권한쟁의>
(헌법재판소 2010.7.29.자 2010헌라1)

#### 청구인의 주장
- 법원은 다른 국가기관, 특히 국회의원에게 작위·부작위를 명하는 재판을 할 재판권이 없다.

#### 피청구인의 주장
- 청구인이 주장하는 입법권(헌법 제40조), 국회의원의 직무(헌법 제46조 제2항), 국정감사·조사권(헌법 제61조)은 국회의 권한 또는 국회의원의 직무수행 방법을 규정한 것일 뿐, 국회의원에게 부여된 권한이 아니다.
- 가입현황을 청구인의 개인 홈페이지에 게시하여 공개한 행위는 국회의원의 객관적 권한과는 무관한 행위이다.

#### 헌법재판소의 판단
- 전교조명단을 공개하는 행위가 권한쟁의심판에서 다툴 수 있는 국회의원의 권한 내의 행위인지

권한쟁의심판에서 다툼의 대상이 되는 권한이란 헌법 또는 법률이 특정한 국가기관에 대하여 부여한 독자적인 권능을 의미하므로, 국가기관의 행위라 할지라도 헌법과 법률에 의해 그 국가기관에게 부여된 독자적인 권능을 행사하는 경우가 아닌 때에는 비록 그 행위가 제한을 받더라도 권한쟁의심판에서 말하는 권한이 침해될 가능성은 없다. 특정 정보를 인터넷 홈페이지에 게시하거나 언론에 알리는 것과 같은 행위는 헌법과 법률이 특별히 국회의원에게 부여한 국회의원의 독자적인 권능이라고 할 수 없고 국회의원 이외의 다른 국가기관은 물론 일반 개인들도 누구든지 할 수 있는 행위로서, 그러한 행위가 제한된다고 해서 국회의원의 권한이 침해될 가능성은 없다.
- 법원의 가처분과 간접강제 재판에 의해 국회의원의 입법에 관한 권한과 국정감사·조사권이 침해되는 것인지

가처분재판이나 간접강제재판에도 불구하고 청구인은 얼마든지 법률안을 만들어 국회에 제출할 수 있고 국회 제출된 법률안을 심의하고 표결할 수 있어 입법에 관한 국회의원의 권한인 법률안 제출권이나 심의·표결권이 침해될 가능성이 없으며, 국정감사 또는 조사와 관련된 국회의원의 권한에 대해서도 아무런 제한을 가하지 않고 있어 국정감사·조사권이 침해될 가능성 또한 없다.
- 결  정

따라서 이 사건 권한쟁의심판청구는 청구인의 권한을 침해할 가능성이 없어 부적법하므로 청구인의 청구를 각하한다.

## 그밖에 법적 쟁점

### I. 교원노조소속 교사현황 조사의 위헌·위법성 여부

#### 1. 현행법령
- <교육관련기관의 정보공개에 관한 특례법>

- 제5조(초ㆍ중등학교의 공시대상정보 등)

① 초ㆍ중등교육을 실시하는 학교의 장은 그 기관이 보유ㆍ관리하고 있는 다음 각 호의 정보를 매년 1회 이상 공시하여야 한다. 이 경우 그 학교의 장은 공시된 정보(이하 "공시정보"라 한다)를 교육감에게 제출하여야 하고, 교육과학기술부장관은 필요하다고 인정하는 경우 공시정보와 관련된 자료의 제출을 요구할 수 있다. <개정 2008.2.29>
15. 그 밖에 교육여건 및 학교운영상태 등에 관한 사항
③ 제1항에 따른 공시정보의 구체적인 범위공시횟수 및 그 시기 등에 관하여 필요한 사항은 대통령령으로 정한다.

- 제3조(정보공개의 원칙)

① 교육관련기관은 그 보유·관리하는 정보를 이 법으로 정하는 바에 따라 공개하여야 한다.
② 이 법에 따라 공시 또는 제공되는 정보는 학생 및 교원의 개인정보를 포함하여서는 아니 된다.

- <교육관련기관의 정보공개에 관한 특례법 시행령>

- 제3조(초중등학교 공시정보의 범위횟수 및 시기 등)

① 초중등교육을 실시하는 학교(이하 "초중등학교"라 한다)의 장이 법 제5조제1항에 따라 공시하여야 하는 정보의 범위, 공시 횟수 및 그 시기는 외국인학교(「초중등교육법」 제60조의2에 따른 외국인 학교를 말한다. 이하 같다)를 제외한 초중등학교의 경우에는 별표 1과 같고, 외국인학교의 경우에는 별표 1의2와 같다.

현행 교육관련기관의 정보공개에 관한 특례법 제5조 제1항은 각급학교의 장에게 그 기관이 보유하고 있는 정보의 공시의무를 부과하고 있으며, 동항 제15호에서는 그밖에 교육여건 및 학교운영상태등에 관한 사항을, 동조 제3항에서는 구체적인 공시의 범위와 내용을 대통령령으로 정할 것을 규정하고 있다. 이렇게 법률이 구체적인 사항의 규정을 대통령령등 하위규범에 위임하고 있는 법조항을 수권조항이라고 한다. 이러한 수권조항에 따라 교육기관의 정보공개에 관한 특례법 시행령 제3조 제1항은 구체적 공시항목에 “아목. 교직원의 교원단체 및 노동조합 가입현황(인원수)” 라는 규정을 두고 있다.
이렇게 법률의 위임과 그에 따라 제정된 대통령령에 따라 각급 학교의장에게는 교원노조소속 교사의 현황(인원수)을 조사·파악하고, 년 1회 이상 공시할 의무가 부과되어있다. 다만, 법 제3조 제2항에서는 “이 법에 따라 공시 또는 제공되는 정보는 학생 및 교원의 개인정보를 포함하여서는 아니 된다.” 라고 명시적으로 규정하고 있다.

#### 2. 외국의 사례
(이하의 내용은 “전교조 명단공개 사건에 대한 헌법적 평가 / 이인호 , 중앙법학회 . 2010”의 내용을 요약·정리한 것이다.)

NAACP V. PATTERSON, 357 U. S. 449 (1958)
1958년 미 연방대법원은, 다른 주의 단체(out-of-static corporation)에 대해서 일정한 공개요건을 충족할 것을 요구하는 Alabama주의 법률을 위헌이라고 선언하였다. 이 위헌선언에서 미연방대법원이 판시 근거로 든 요지는 다음과 같다.
1) 결사의자유(freedom of association)와 단체소속에 관한 프라이버시(privacy in one’s associations) 상호간에는 매우 긴밀한 상관관계가 있다.
2) 단체소속에 관한 프라이버시의 불가침성은 많은 경우 결사의 자유를 유지하기 위하여 불가피한 것이며, 이는 특히 어떤단체가 반체제적인 신념(dissident beliefs)을 지지하는 경우에 더욱 그러하다.
3) 일정한 주의·주장을 펴는 단체에 가입한 사실의 공개를 강제하는 것은 결사의 자유에 대한 효과적인 제한이 될 수 있다.

SHELTON V. TUCKER, 364 U. S. 479 (1960)
1960년 미연방대법원은, 모든 교사들에게 그들의 단체가입상황(group memberships)을 매년 공개하도록 요구하는 주법을 위헌이라고 선언하였다. 이 위헌선언에서 미연방대법원은 “교사에게 자신의 모든 결사적 유대관계(his every asscociational tie)을 공개하도록 강제하는 것은 그 교사의 자유로운 결사의 권리를 침해하는 것이다 … 설령 (단체가입정보가)일반 대중에게 공개되지는 않는다 하더라도, 교사가 자신의 직업상의 운명을 통제하는 사람들(those who control his professional destiny)을 불쾌하게 만들지도 모르는 결사적 유대관계를 회피할 수 밖에 없도록 하는 압력은 지속적이면서 또한 결코 가볍지 않을 것이다.” 라고 판시하였다.

### II. 명단공개와 국회의원 면책특권의 범위

#### 1. 현행법령
*<대한민국헌법>
- 제45조 국회의원은 국회에서 직무상 행한 발언과 표결에 관하여 국회외에서 책임을 지지 아니한다.

대한민국 헌법 제45조는 “국회의원은 국회에서 직무상 행한 발언과 표결에 관하여 국회외에서 책임을 지지 아니한다.” 라고 규정하여, 국회의원이 직무상 행한 발언과 표결에 관하여는 국회외에서 책임을지지 아니함을 규정하고 있다(국회의원의 면책특권). 다만, 국회의원의 '직무상' 행위에 있어서 어느범위까지가 면책특권의 보호를 받는가에 대해서는 학계와 법조계에서의 논쟁이 있다. 국회외에서 면책되는 책임의 범위는 민사상, 형사상의 책임을 포괄하는 개념으로 이해되고 있다.

#### 2. 대법원판례 (대판 1922. 9. 22, 91도3317)
대법원은 국회의원이 국회본회의에서 질문할 원고를 사전에 배포한 행위가 면책특권의 범위에 포섭되는지 문제가 된 사건에서 “국회의원의 면책특권의 대상이 되는 행위는 직무상의 발언과 표결이라는 의사표현행위 자체에 국한되지 아니하고 이에 통상적으로 부수하여 행하여지는 행위까지 포함한다.” 라고 판시한바 있으며, 국회의원의 특정행위가 직무에 ‘부수한 행위’로써 면책특권의 범위에 포섭되는지 여부를 판단하는 기준으로 회의의 공개성, 시간적 근접성, 장소 및 대상의 한정성, 목적의 정당성이라는 규준을 제시한바 있다.

#### 3. 외국의 사례
(이하의 내용은 “전교조 명단공개 사건에 대한 헌법적 평가 / 이인호 , 중앙법학회 . 2010”의 내용을 요약·정리한 것이다.)

WATKINS V. UNITED STATES, 354 U. S. 178 (1957)
이 판결에서 미연방대법원은, "연방의회의 조사권한은 입법절차에 내재하는 것으로 광범위하지만 무제한적인 것은 아니며, 연방의회는 그 직무활동의 관점에서 정당화되는 사유없이 개인의 사적 사항을 공개할 일반적인 권한을 가지고 있지 않다(Congress has no general authority to expose the private affairs of individuals without justification in terms of the functions of Congress)." 고 판시한바 있다.

HUTCHINSON V. PROXMIRE, 443 U. S. 111 (1979)
이 판결에서 미연방대법원은, "연방헌법상의 국회의원면책특권은 상원의원이 보도자료나 뉴스레터의 형식으로 행한 언명에 대해서는 미치지 않는다(The Speech or Debate Clause does not protect transmittal of information by individual Members of Congress by press releases and newsletters)"고 판시하였으며, 그 근거로써, 뉴스레터는 심의과정(deliberative process)의 일부가 아닐뿐만 아니라 “연방상원의 심의기능에 본질적인 것”도 아니라는점, 또한 보도자료나 뉴스레터와 같은 것은 연방의회의 “정보 전달기능”의 일부가 아니라는 점을 들고 있다. 미연방대법원은, 이 판결에서 국회의원의 면책특권조항의 면책은 단순히 국회의원 개인의 또는 사적인 이익을 위해서가 아니라 "국회의원 개개인의 독립성을 보장함으로써 입법과정의 충실성(the integrity of the legislative process)"을 보호하기위한 것임을 밝히고 있다.

DOE V. MCMILLAN, 412 U. S. 306 (1973)
이 사건은 워싱턴DC의 학부모들이 연방하원 위원회 소속 의원들을 상대로 프라이버시침해를 이유로 하여 손해배상과 금지명령등을 청구한 사건이다. 이 판결에서 미연방대법원은 국회의원의 면책특권의 범위에 해당하는 직무행위에 관하여 다음과 같이 판단하고 있다.
1) 국회의원과 그 보좌관등이 구체적인 개인의 신원을 확인할 수 있는 자료를 입법목적(legislative purpose)을 위해서 사용한다면, 이는 입법활동에 해당하므로     면책특권조항에 의해 보호됨은 의심의 여지가 없다.
2) 그러나 개인의 프라이버시를 침해하는 자료가 담긴 보고서를 “대외적으로 공표하는 행위”는 입법과정의 일부가 아니며 따라서 그 행위에 대해서까지 국회의원의 면책특권이 미치는 것은 아니다.
3) 국회의원이 통상적으로 행하는 모든 활동이 면책특권조항이 보호하고자 하는 입법활동에 해당하는 것은 아니며, 위원회의 청문회에서 증거로 제시되어 공개된 자료를 국회의원이 개인적으로 재공표하는 행위는 비록 그 청문회가 의심의 여지없이 입법과정의 일부라 하더라도(a private republication of documents introduced and made public at a committee hearing, although the hearing was unquestionably part of the legislative process), 면책특권 조항을 통해 보호 받지는 못한다.

## 사건 이후의 전개
- 2011.7.26.  서울중앙지방법원은 전교조와 소속교사 3400여명이 조전혁의원과 동아닷컴을 상대로 2010년 4월 28일에 낸 손해배상 청구소송에서 조전혁의원은 교사 1인당 10만원씩, 동아닷컴은 교사 1인당 8만원씩을 지급하라고 판결.[24]
- 2011.9.29  동아닷컴, 1심판결에 따라 손해배상액 2억 7512만원 중 1억 8000만원 전교조에 지급함.
- 전교조는 조전혁의원과 동아닷컴이 지급하는 배상금을 장학재단 설립에 사용하겠다고 공표
- 2011.9.30  현재, 명단공개에 대한 민사상 불법행위 손해배상소송은 항소심에서 계속중이며, 조전혁의원은 1심판결에 의한 배상금 3억여원을 지급하지 않고 있다.

## 언론의 반응
- 조선일보/시민 배심원이라면 전교조 명단 공개 금지했을까
- 동아일보/전교조 교사는 일반 노동자와 다르다
- 경향신문/법 어겨가며 전교조 명단 공개를 강행한 저의
- 한국일보/전교조 명단공개는 민주원리에 반한다
- 매일경제/전교조 소속교사 명단 공개해야 마땅하다[깨진 링크(과거 내용 찾기)]
- 아시아투데이/전교조 명단공개는 당연하다
- 세계일보/전교조 명단 공개 필요하다지만

## 참고 문헌
- 전교조 명단공개 사건에 대한 헌법적 평가 / 이인호 , 중앙법학회 . 2010[깨진 링크(과거 내용 찾기)]
- 서울남부지법 2010.4.15. 자 2010카합211 결정, 공개금지가처분
- 헌재 2010.07.29, 2010헌라1[깨진 링크(과거 내용 찾기)]
- 노동조합원 명단공개의 불법행위 책임 (박제성, 노동법학, Vol.- No.38, 2011)